# 洛尔西耶尔
洛尔西耶尔（法語：Lorcières，法語發音：[lɔʁsjɛʁ]）是法国康塔尔省的一个市镇，属于圣弗卢尔区。

## 地理
洛尔西耶尔（44°57'28"N, 3°16'27"E）面积21.82 平方千米，位于法国奥弗涅-罗讷-阿尔卑斯大区康塔爾省，该省份为法国中南部省份，位于法國中央高原中心，北起科雷兹省、上盧瓦爾省和多姆山省，西接洛特省和科雷兹省，南至阿韦龙省和洛特省，东临上盧瓦爾省和洛泽尔省。
与洛尔西耶尔接壤的市镇（或旧市镇、城区）包括：沙利耶、克拉维耶尔、绍亚克、瑞利扬日。

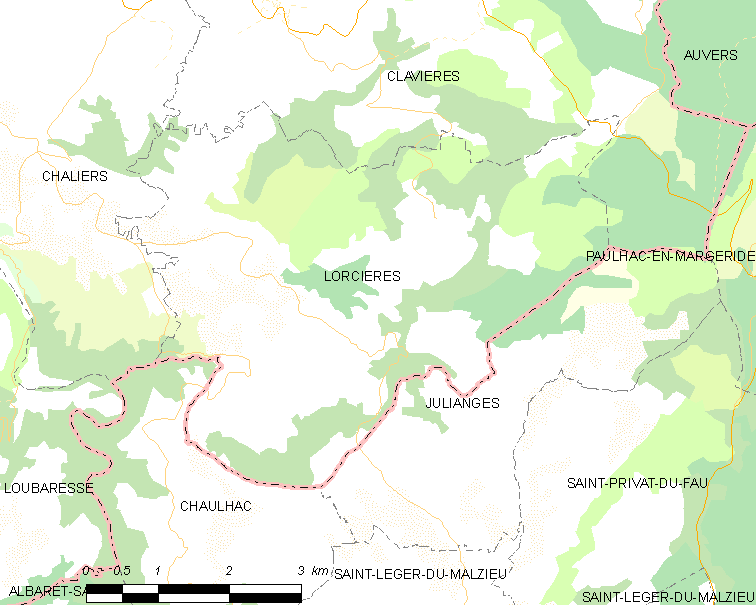
洛尔西耶尔的OSM定位图

洛尔西耶尔的时区为UTC+01:00、UTC+02:00（夏令时）。

## 行政
洛尔西耶尔的邮政编码为15320，INSEE市镇编码为15107。

## 政治
洛尔西耶尔所属的省级选区为特吕耶尔河畔讷韦格利斯县。

## 人口

1962-2008年间洛尔西耶尔人口变化图示

洛尔西耶尔于2022年1月1日时的人口数量为163人。